# (5879) Almeria
(5879) Almeria (1992 CH1) – planetoida z grupy Amora okrążająca Słońce w ciągu 2,07 lat w średniej odległości 1,62 j.a. Odkryta 8 lutego 1992 roku.